# Voldemar Herkel
Voldemar Herkel (* 4. Januar 1929 in Kulna, Landgemeinde Keila, Estland; † 31. Januar 2019) war ein estnischer Architekt.

## Leben
Voldemar Herkel legte 1948 das Abitur in Tallinn ab. Er beendete 1953 sein Studium am Polytechnischen Institut in Tallinn (heute Technische Universität Tallinn). Von 1961 bis 1988 unterrichtete Herkel am Staatlichen Kunstinstitut der Estnischen SSR (ERKI), ab 1970 mit dem Titel eines Professors.
Von 1965 bis 1988 war Herkel stellvertretender Vorsitzender des Staatlichen Baukomitees der Estnischen SSR. Von 1979 bis 1988 war er Vorsitzender der Architektenvereinigung der Estnischen SSR (Eesti NSV Arhitektide Liit).
1967 wurde ihm die Auszeichnung „Verdienter Architekt der Estnischen SSR“ verliehen, 1971 erhielt er den Staatspreis der UdSSR, 1985 den Staatspreis der Estnischen SSR.

## Architektonisches Werk (Auswahl)
- Passagierterminal des Tallinner Hafens (1963, abgerissen)
- Wohngebäude in Tallinn, Toompuiestee 67a (1967)
- Cafe „Merepiiga“ in Rannamõisa (1967, 1992 abgebrannt)
- Restaurant „Kaunas“ in Tartu (1969, heute Diskothek und Restaurant „Atlantis“)
- Gebäude für das Estnische Industrieprojekt („Eesti Tööstusprojekt“) in Tallinn, Rävala puiestee 6 (1963, gemeinsam mit Ülo Ilves)
- Stadtplanung von Saku, Kurtna und Vinni (1971)
- Generalplan für den Tallinner Stadtteil Lasnamäe